# Puerto Toro
Puerto Toro est un petit port de pêche chilien situé sur l'île Navarino. Ce village fut créé officiellement en novembre 1892 par le gouverneur de la province de Magellan, Manuel Señoret Ataburuaga.
C'est le peuplement continu le plus austral du monde : 55° 04′ 58″ S, 67° 04′ 27″ O
En 2013, Puerto Toro compte 15 habitants, dont un professeur, un officier de la marine avec sa famille et des gendarmes. Lors de la saison de la pêche, la population augmente avec les pêcheurs mais ceux-ci restent vivre sur leur bateau. Au mois de juin, ils célèbrent la fête de San Pedro dans la chapelle, qui sert uniquement pour cette occasion. Le village possède aussi une école, un gymnase, des maisons militaires et une maison de l'office de la marine. Un ancien cimetière Yaghan se situe dans les alentours du village. Tous les derniers dimanches du mois, un ferry fait l'aller-retour de Puerto Wiliams à Puerto Torro pour ravitailler les habitants. Il y a aussi un parcours (difficile) de 25 kilomètres à travers la forêt, les tourbières et une plaine qui la relie à Puerto Eugenia, d'où part une piste de 22 kilomètres jusqu'à Puerto Williams. Son port, bien protégé des vents violents du sud-ouest, est ouvert sur le paso Picton qui rejoint au nord le canal Beagle.
À la fin du XIXe siècle, Puerto Toro était une des villes les plus importantes de la Terre de Feu en raison d'une ruée vers l'or. Après celle-ci, l'importance de Puerto Toro cessa. De nos jours, le village est renommé pour la pêche de la centolla, une espèce locale de crabe royal (Lithodes santolla) et pour sa position géographique la plus australe au monde.